# NGC 2528
NGC 2528 este o hi (21cm) source⁠(d) situată în constelația Linxul. A fost descoperită în 22 ianuarie 1877 de către Édouard Stephan⁠(d). Se află la o distanță de 57,28 de megaparseci de Pământ.